# 翟家河乡
翟家河乡，是中华人民共和国甘肃省庆阳市庆城县下辖的一个乡镇级行政单位。

## 行政区划
翟家河乡下辖以下地区：
程家河村、胡家岭村、路家掌村、共和村、店户村和梨树渠村。